# Маркт Бибарт
Маркт Бибарт (њем. Markt Bibart) град је у њемачкој савезној држави Баварска. Једно је од 38 општинских средишта округа Нојштат ан дер Ајш-Бад Виндсхајм. Према процјени из 2010. у граду је живјело 1.910 становника. Посједује регионалну шифру (AGS) 9575144.

## Географски и демографски подаци
Маркт Бибарт се налази у савезној држави Баварска у округу Нојштат ан дер Ајш-Бад Виндсхајм. Град се налази на надморској висини од 309 метара. Површина општине износи 30,1 km². У самом граду је, према процјени из 2010. године, живјело 1.910 становника. Просјечна густина становништва износи 63 становника/km².